# Kangasala
Kangasala is een gemeente in de Finse provincie West-Finland en in de Finse regio Pirkanmaa.  De gemeente heeft een landoppervlakte van 658,08 km² en telt 32.959 inwoners (2022).
In 2005 is de gemeente Sahalahti opgegaan in Kangasala. Ook ging er in 2011 Kuhmalahti op in Kangasala.

## Geboren in Kangasala
- Antti Tulenheimo (1879), politicus

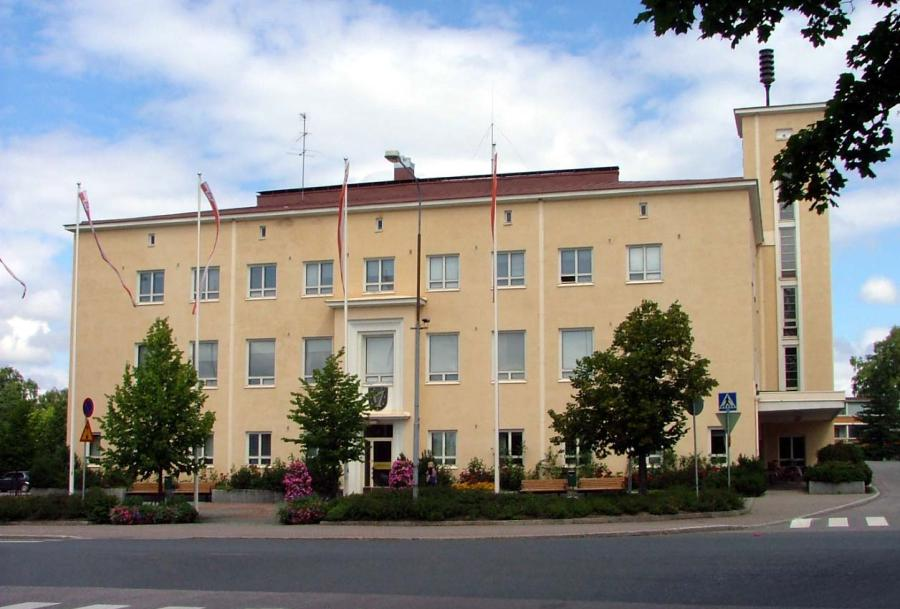
Het gemeentehuis van Kangasala

Akaa · Hämeenkyrö · Ikaalinen · Juupajoki · Kangasala · Kihniö · Lempäälä · Mänttä-Vilppula · Nokia · Orivesi · Parkano · Pirkkala · Punkalaidun · Pälkäne · Ruovesi · Sastamala · Tampere · Urjala · Valkeakoski · Vesilahti · Virrat · Ylöjärvi
Voormalige gemeenten:
Äetsä · Aitolathi · Eräjärvi · Ikaalisten maalaiskunta · Karkku · Kiikka · Kuhmalahti · Kuorevesi · Kuru · Kylmäkoski · Längelmäki · Luopioinen · Mänttä · Messukylä · Mouhijärvi · Pohjaslavi · Sääksmäki · Sahalahti · Suodenniemi · Suoniemi · Teisko · Toijala · Tottijärvi · Tyrvää · Vammala · Viiala · Viljakkala · Vilppula